# Europeo-estadounidenses

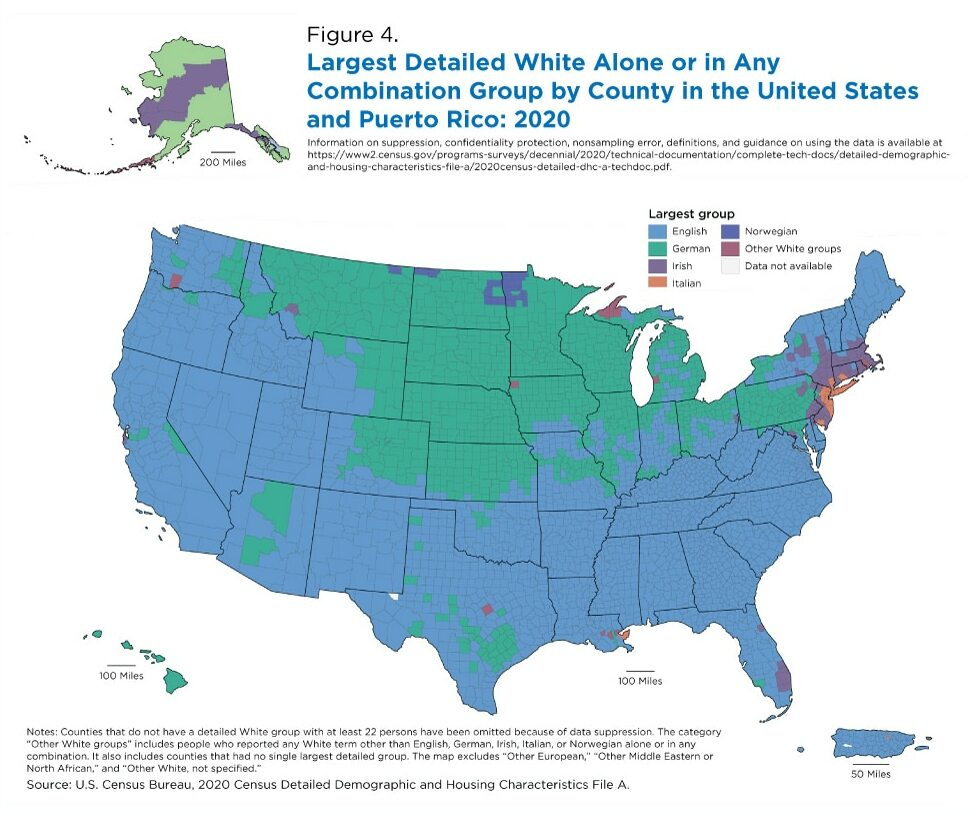
Ascendencias europeas (blancas o en combinación no hispanas) más comunes de Estados Unidos por condado, Censo de 2020.

Los estadounidenses de origen europeo o europeo-estadounidenses (en inglés: European Americans) son estadounidenses de ascendencia europea . Este término incluye tanto a las personas que descienden de los primeros colonos europeos (británicos, españoles, franceses, neerlandeses, etc) en el área de los actuales Estados Unidos como a las personas que descienden más tarde de la inmigración europea. Desde el siglo XVII, los europeo-estadounidenses han sido el grupo panétnico más grande en lo que hoy es Estados Unidos. Según el censo de los Estados Unidos de 2020, el 58,8% de la población solo blanca y el 56,1% de la población solo blanca o en combinación dieron un origen europeo concreto.
Los españoles fueron los primeros europeos en establecer una presencia continua en lo que ahora es los Estados Unidos contiguos, aunque llegaron en pequeñas cantidades, con Martín de Argüelles (1566) en San Agustín, entonces parte de la Florida española y los rusos fueron los primeros europeos en establecerse en Alaska, estableciendo la América rusa . La primera niña inglesa nacida en el continente americano fue Virginia Dare, nacida el 18 de agosto de 1587. Nació en la colonia Roanoke, situada en la actual Carolina del Norte, que fue el primer intento, realizado durante el reinado de la reina Isabel I, de establecer un asentamiento inglés permanente en América del Norte.
En el censo de los Estados Unidos de 2020, los anglo-estadounidenses (46,6 millones), los germano-estadounidenses (45 millones), los irlando-estadounidenses (38,6 millones), los italo-estadounidenses (16,8 millones) y los polaco-estadounidenses (8,6 millones) fueron los cinco grupos mayoritarios de ascendencia europea de Estados Unidos.

## Proporción de europeo-estadounidenses

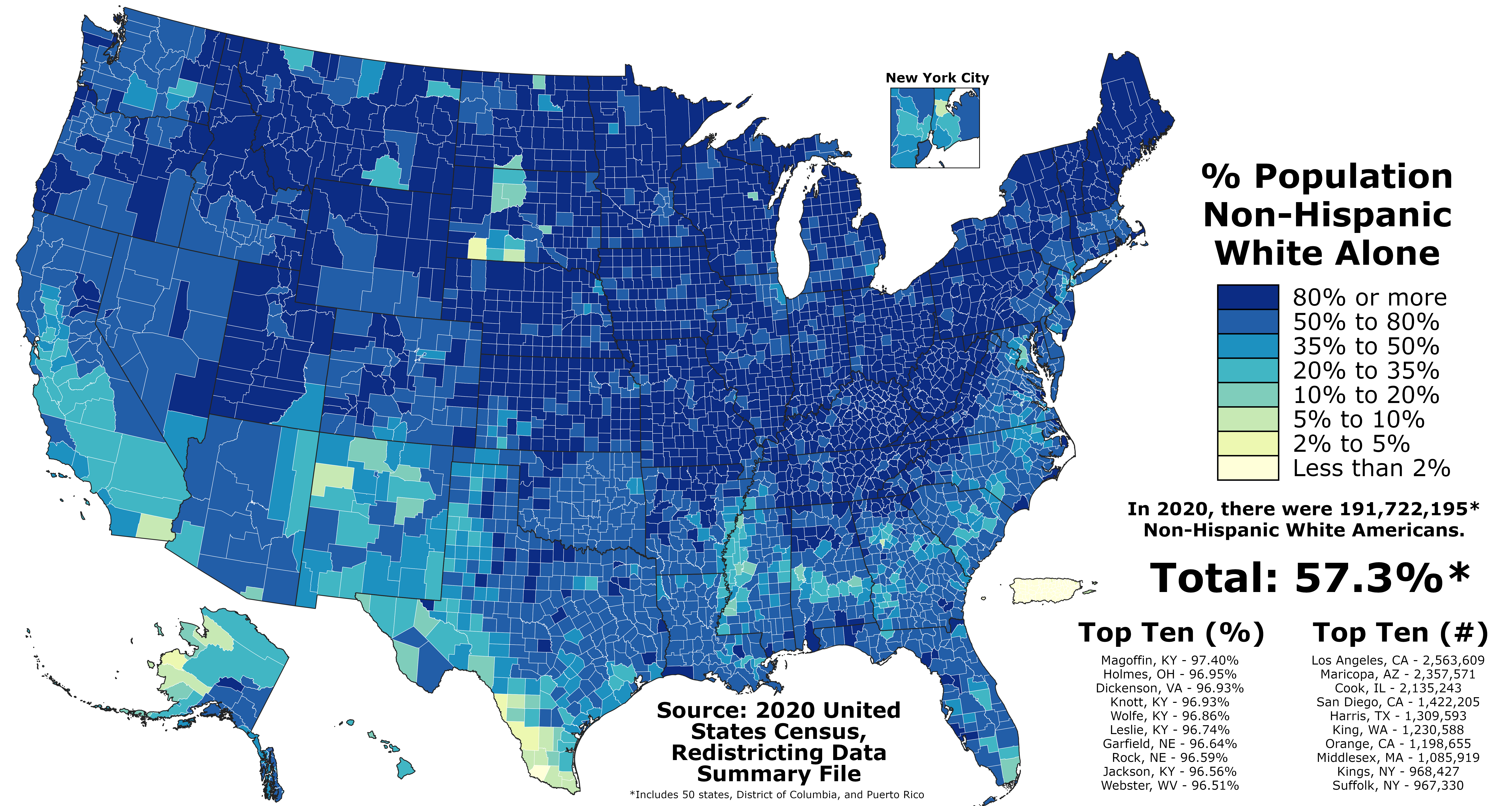
Proporción de estadounidenses blancos en cada condado de los cincuenta estados, el Distrito de Columbia y Puerto Rico según el censo de Estados Unidos de 2020

| 1800 | 4.306.446   | 81.1 |
| 1850 | 19.553.068  | 84.3 |
| 1900 | 66.809.196  | 87.9 |
| 1950 | 134.942.028 | 89.5 |
| 2000 | 211.460.626 | 75.1 |
| 2010 | 223.553.265 | 72.4 |

### Subgrupos

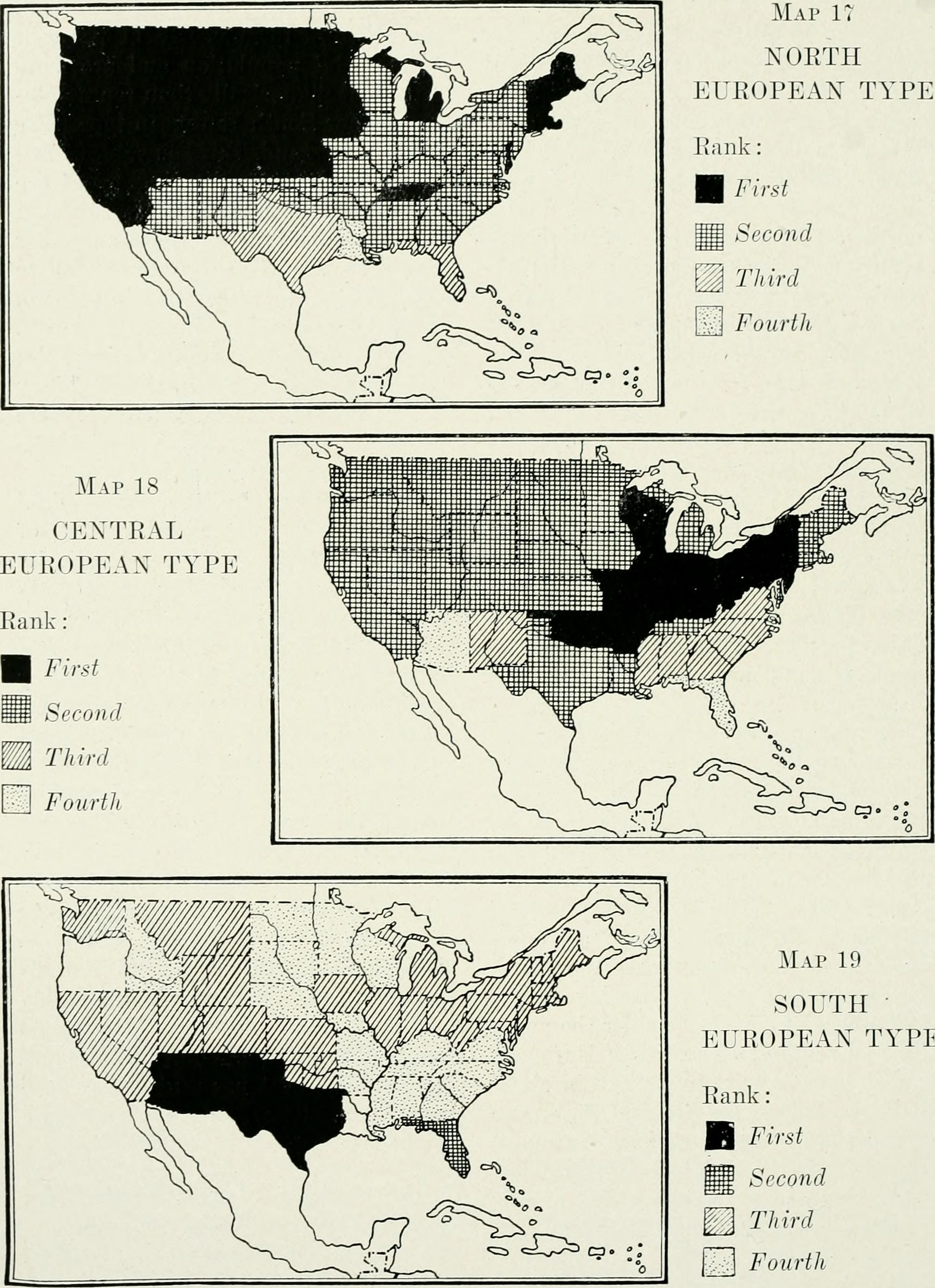
Tipos raciales de estadounidenses europeos según se publicaron en "The American Museum Journal" entre 1900 y 1918.

Existen varios subgrupos de estadounidenses europeos. Si bien estas categorías pueden definirse de manera aproximada, a menudo debido a la regionalización imprecisa o cultural de Europa, los subgrupos se utilizan ampliamente en la identificación cultural o étnica. Algunos de los subgrupos son:
- Europeo-estadounidenses del Noroeste de Europa, como, por ejemplo: los estadounidenses de origen austríaco, los estadounidenses de origen belga, los brito-estadounidenses (estadounidenses de Cornualles, anglo-estadounidenses, estadounidenses de origen escocés, galeses-estadounidenses), estadounidenses de origen neerlandés, franco-estadounidenses, germano-estadounidenses, irlando-estadounidenses, noruego-estadounidenses.
- Europeo-estadounidenses de Europa Oriental, como los polaco-estadounidenses, ruso-estadounidenses.
- Europeo-estadounidenses de Europa Meridional, como los greco-estadounidenses, italo-estadounidenses e hispano-estadounidenses (vasco-estadounidenses, catalano-estadounidenses y gallego-estadounidenses).